# Nigerijská občanská válka
Občanská válka v Nigérii, nebo také Nigerijsko-biaferská válka, byl válečný konflikt mezi Nigérií a republikou Biafra, odehrávající se v letech 1967–1970.

## Příčiny války
Napjatá situace byla v Nigérii již od jejího vzniku v roce 1960. Hlavními příčinami sporů byly boje o moc v rámci federální struktury mezi etnickými skupinami. Hlavními etniky, žijícími v této africké zemi, jsou Hausové – muslimové žijící na severu země, Jorubové žijící na západě a křesťanští Igbové, obývající jihovýchod země.
15. ledna 1966 došlo k neúspěšnému vojenskému převratu, při kterém byli zavražděni přední nigerijští politici, mezi nimi i ministerský předseda. Parlament pověřil igboského generála Johna Thomase Aguyi-Ironsiho, aby obnovil pořádek. Ten však v zemi nastolil vojenskou diktaturu a jmenoval pro každou oblast vojenského guvernéra. Tím, že v nejvyšších funkcích byli Igbové, se rozšířily obavy mezi obyvateli Severní oblasti (Hausy) a vyústily v pogromy proti Igbům. 29. června 1966 byl při dalším vojenském puči generál Ironsi zavražděn a v čele nové vojenské vlády stanul podplukovník (a později generál) Yakubu Gowon.
Gowon uchopením moci vrátil Nigérii federální zřízení a propustil některé vězněné politiky. K vypracování nové ústavy byla svolána celonigerijská ústavní konference, která měla řešit mj. etnické problémy či nové administrativní členění federace. Do každé z těchto oblastí byl dosazen vojenský guvernér. Na východě to byl plukovník Chukwuemeka Odumegwu Ojukwu, který však Gowona neuznával jako vrchního velitele armády a usiloval o co největší autonomii Východní oblasti. V rostoucím napětí mezi guvernérem východní oblasti a představiteli Gowonova režimu bylo nesnadné uspořádat schůzku, na které by se tato situace vyřešila. Na začátku ledna 1967 se obě strany setkaly v ghanském městě Aburi. Gowon i Ojukwu jednání považovali za úspěšná, situace se však nezlepšila. Spíše naopak.

## Průběh války

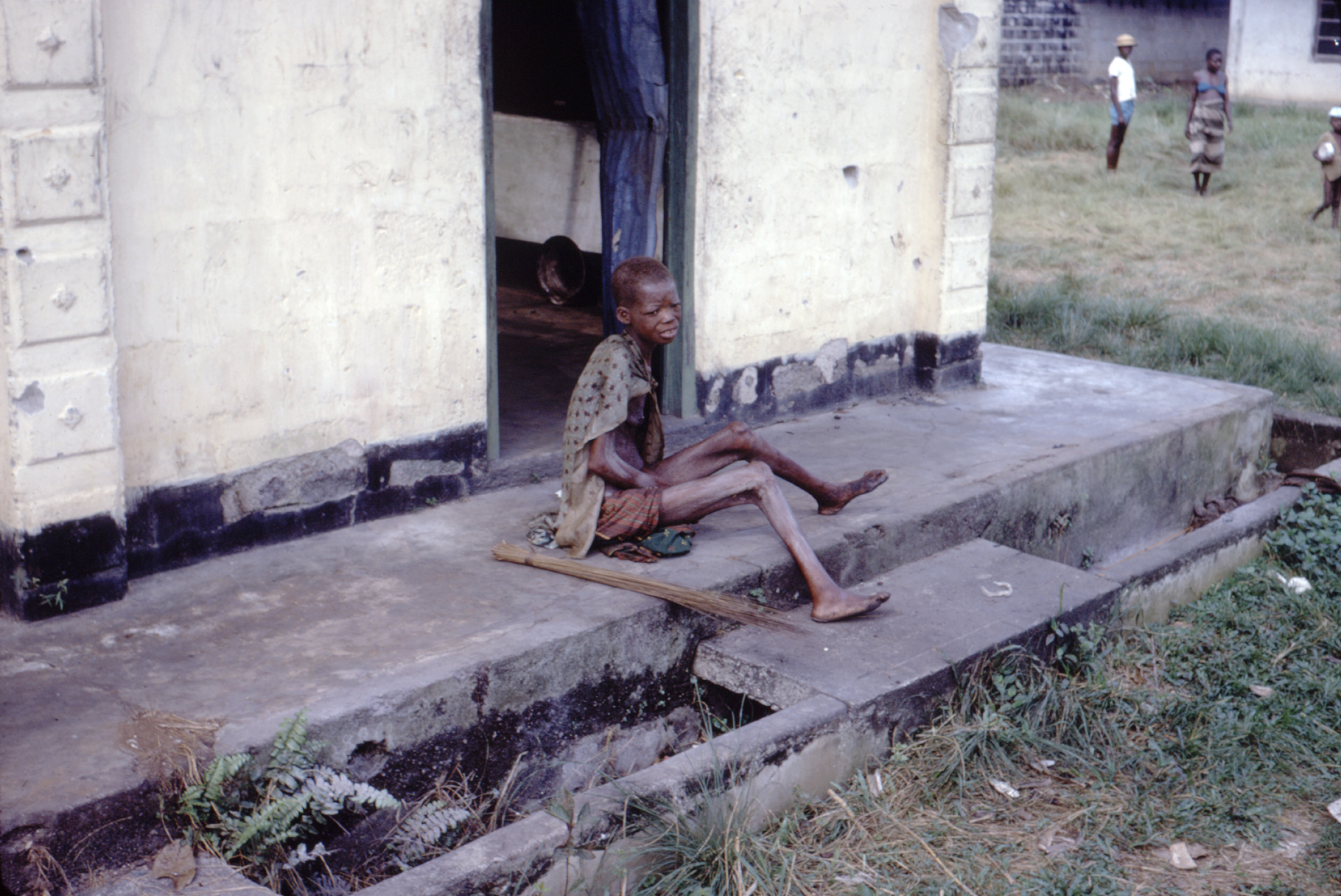
Podvyživená žena během války na konci 60. let

Ojukwu prohlásil Východní oblast za Republiku Biafru a zrušil svazky s Nigérií. Spoléhal na to, že v Biafře jsou tři čtvrtiny nigerijských ropných zdrojů a že tím pádem bude podporován zahraničními státy. K dalším propagandistickým účelům využíval faktu, že Igbové jsou křesťanského vyznání a těžil z předsudků vůči muslimům. Mnoho afrických politiků však rychle pochopilo, že za sebeurčením Igbů stojí vážné nebezpečí, a to v podobě územní celistvosti jiných států subsaharské Afriky, v nichž také existují etnické problémy.
V červenci 1967 začala občanská válka. Nigérie, která na ni nebyla připravena, byla během prvních tří týdnů zaskočena biafarskou ofenzívou. Teprve v srpnu se jí podařilo zastavit postup separatistických jednotek. Postupem času však lépe vyzbrojená a početnější nigerijská armáda získala zpět ztracená území, vpadla do Biafry a dobyla hlavní město Enugu. Válka přinášela stále větší ztráty na lidech i materiálu. Vážným problémem byli také uprchlíci a nedostatek potravin. Nigérie uzavřela východní hranici s Kamerunem a zesílila hospodářskou blokádu.
Ojukwu však odmítl kapitulovat a dál vedl uvnitř své země guerillovou válku. Vojensky byl pád Biafry jen otázkou času. V květnu 1968 probíhala v Kampale jednání mezi Nigérií a Biafrou, na nichž federální zástupci žádali ukončení bojů. Ojukwu však odmítl. Na pomoc hladovějícímu obyvatelstvu byly zorganizovány humanitární akce. Nigerijská vláda později zakázala veškeré lety do Biafry. V dubnu v Monrovii a v srpnu v Kampale 1969 proběhla další neúspěšná jednání. Biaferští vojáci byli v zoufalé situaci. 11. ledna 1970 Ojukwu uprchl do Pobřeží slonoviny a o 2 dny později přijal Gowon kapitulaci. 

### Oběti a hodnocení příčin

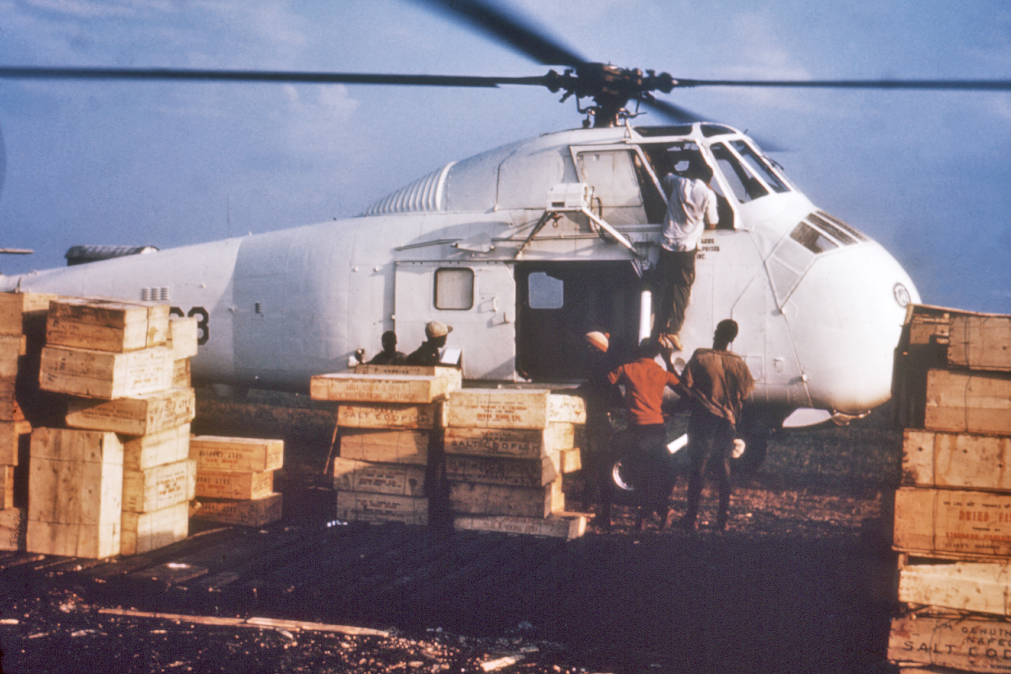
1968: z vrtulníku je vykládána humanitární pomoc. Vyfotografováno na letišti Calaba.

Tento konflikt si vyžádal více než milion civilních obětí, které zemřely přímým zabitím nebo hladem, což bylo konstatováno již v době konfliktu. Igbové byli podle některých zdrojů obětí genocidy ze strany nigerijské vlády. Jiné analýzy poukazují na to, že Ojukwu chtěl propagandisticky využít vysoký počet obětí války právě poukazem na genocidu, zmezinárodnit konflikt a upevnit tak nový stát. K tomu se dodává, že federální vláda se snažila řešit konflikt vnitrostátně, potlačovat povstalce, nikoliv igbojský lid.